# Presqu'île Joffre
La presqu'île Joffre est une presqu'île du nord de la Grande Terre, principale île des îles Kerguelen relevant des Terres australes et antarctiques françaises dans le sud de l'océan Indien.

## Géographie
La presqu'île Joffre n'est reliée au reste de la Grande Terre que par un étroit passage de moins de 100 mètres de large entre le détroit de Tucker et la baie de la Baleine. La presqu'île présente une cote très découpée avec de nombreux bras de mer et baies pénétrant pour certains profondément dans la péninsule. Elle est aussi parsemée de nombreux lacs. Son point le plus haut est le mont Docteur Récamier, culminant à 451 mètres, au sud-ouest de la péninsule.
Edgar Aubert de la Rüe qui la visite le 8 janvier 1929 écrit : « J'ai rarement vu des côtes aussi escarpées et sinistres que celles terminant au Sud la péninsule Joffre ».

## Histoire
Le nom de Joffre a été donné par le Service hydrographique de la marine nationale. Initialement le nom de presqu'île Joffre, en l'honneur du maréchal Joffre (1852-1931), avait été donné à l'actuelle presqu'île Jeanne d'Arc par Raymond Rallier du Baty en 1922. Le Service hydrographique de la Marine décide en 1937 d'inverser les noms des deux presqu'îles, rapprochant ainsi presqu'île Jeanne d'Arc et Port-Jeanne-d'Arc. La presqu'île Joffre porta aussi le nom de Bismarck Halbinsel (presqu'île Bismarck) donné par des scientifiques allemands lors de l'expédition de la Gazelle en 1874.